# Wijkia pinnata
Wijkia pinnata là một loài Rêu trong họ Sematophyllaceae. Loài này được (M. Fleisch.) H.A. Crum miêu tả khoa học đầu tiên năm 1971.